# Paschalina
Paschalina – imię żeńskie pochodzenia łacińskiego, żeński odpowiednik męskiego imienia Paschalis. Wywodzi się od słowa „pascha” oznaczającego Wielkanoc. W swych korzeniach sięga hebrajskiego pesah oznaczającego żydowskie święto wyjścia, upamiętniające opuszczenie Egiptu i początek drogi do Ziemi Obiecanej.
Osoby noszące to imię: 
- Pasqualina Napoletano (ur. 1949) – włoska polityk, nauczycielka i działaczka komunistyczna, wieloletnia posłanka do Parlamentu Europejskiego.

Zobacz też:
- Nadobna Paskwalina, wierszowany epicki romans barokowy Samuela Twardowskiego opublikowany w 1655 roku w Krakowie